# Sampaio (Tocantins)
Sampaio est une municipalité brésilienne située dans l'État du Tocantins.